# Amtsgericht Löbau in Westpreußen
Das Amtsgericht Löbau war ein preußisches Amtsgericht mit Sitz in Löbau.

## Geschichte
In Löbau bestand von 1849 bis 1879 das Kreisgericht Löbau. Das königlich preußische Amtsgericht Löbau wurde mit Wirkung zum 1. Oktober 1879 als eines von neun Amtsgerichten im Bezirk des Landgerichtes Thorn im Bezirk des Oberlandesgerichtes Marienwerder gebildet. Der Sitz des Gerichtes war Löbau. Sein Gerichtsbezirk umfasste den Kreis Löbau ohne die Teile, die dem Amtsgericht Neumark in Westpreußen zugeordnet waren. Am Gericht bestanden 1880 vier Richterstellen. Das Amtsgericht war damit ein mittelgroßes Amtsgericht im Landgerichtsbezirk. Am Gericht bestand eine Strafkammer. Der Amtsgerichtsbezirk kam aufgrund des Versailler Vertrages 1919 zu Polen, und das Amtsgericht stellte seine Arbeit ein. In Polen entstand das Sąd Powiatowy w Lubawie. Im Jahre 1939 wurde Polen deutsch besetzt. Im Rahmen der Neuorganisation der Gerichte in Ostdeutschland und im ehemaligen Polen wurden das Amtsgericht Löbau neu gebildet und erneut dem Landgericht Thorn zugeordnet. Mit Wirkung zum 1. Januar 1943 wurde das Landgericht Marienwerder gebildet und diesem das Amtsgericht Löbau zugeordnet.
Im Jahre 1945 wurde der Amtsgerichtsbezirk unter polnische Verwaltung gestellt, und die deutschen Einwohner wurden vertrieben. Damit endete auch die Geschichte des Amtsgerichtes Löbau.